# 直布罗陀

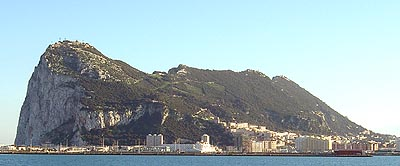
2006年1月的直布羅陀半島

直布罗陀（英語：Gibraltar，/dʒɪˈbrɔːltər/ jih-BRAWL-tər 讀音ⓘ，西班牙語發音：[xiβɾalˈtaɾ] ⓘ）是英國官方承認的第14個英國海外領土，也是最小的一個，位于伊比利亚半岛的末端，是通往地中海的入口。
直布罗陀面积約为6平方公里，北接西班牙安達魯西亞加的斯省，是英國與歐洲大陸陸地接壤的唯一地區，直布罗陀巨岩是直布罗陀主要的地标之一。直布罗陀的人口集中在该区域的南部，容纳了直布罗陀人和其他民族共三万多人。居民人数包括常住的直布罗陀人，一些常驻的英国人（包括直布羅陀英軍軍眷）和非英国居民。没有包括参观的游客和短暂停留的人士。
自1713年《烏特勒支條約》西班牙將此地割讓給英國，至今仍為英國領土。但西班牙一直對此地聲稱領有主權。2009年，本地出生的人数达到23,907人，含3,129名英国移民居住者和其余民族2,395人，总人口数达到31,623人。

## 歷史

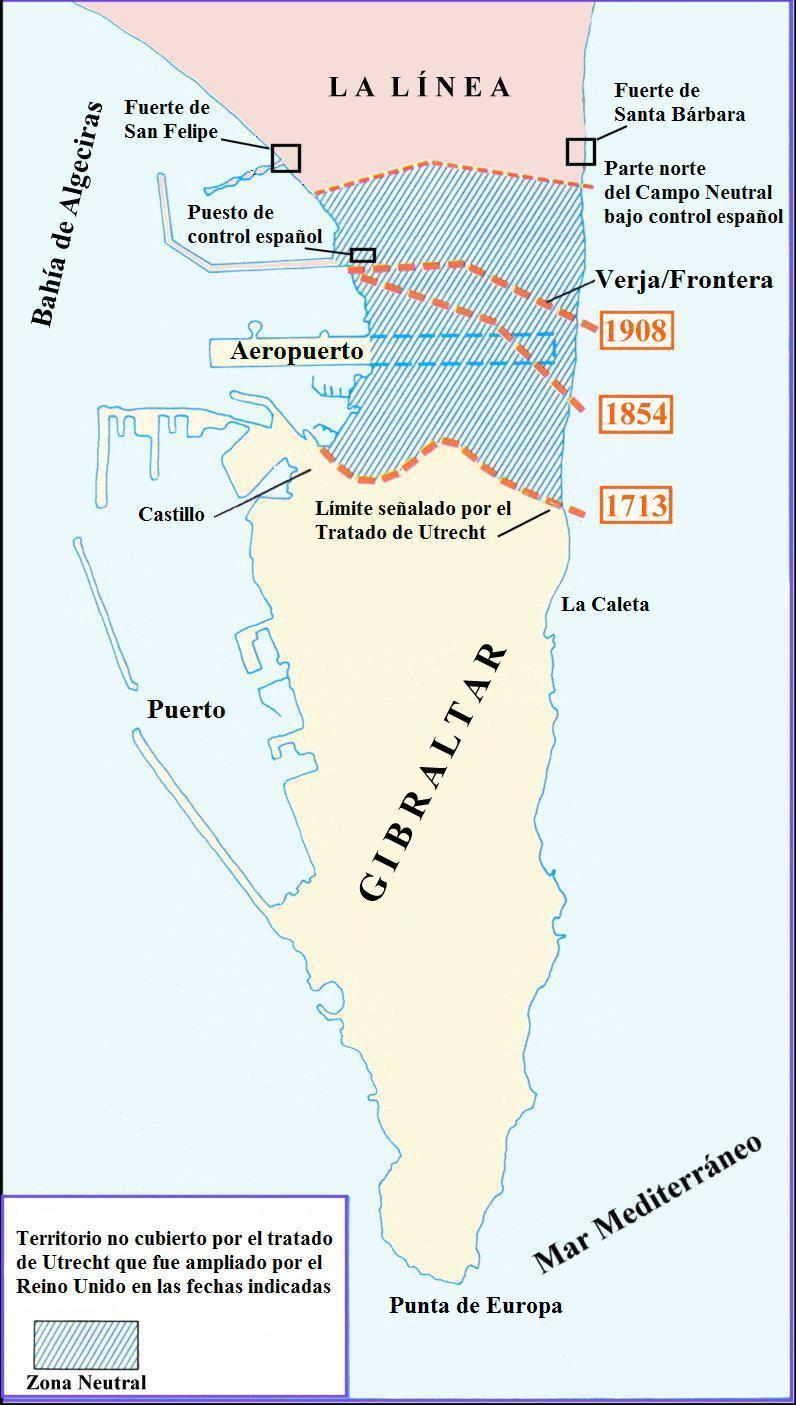
西班牙和直布羅陀之間的地圖。藍色區域為中性領土，粗虛線為直布羅陀最初的邊界（1713年）以及由英國（分別於1854年與1908年）提出的領土要求。

位于直布罗陀的戈咸岩洞（Gorham's Cave）化石证明了尼安德塔人曾在公元前28,000至24,000年在直布罗陀聚居，而之後则一直沒有很多人類遺跡。
古时，直布罗陀是北非迦太基人的聚居地，在公元前二世紀被羅馬帝國征服。公元五世紀西羅馬帝國滅亡後，部分哥特人和當地伊比利亞人和摩爾人（主要是腓尼基人後代）爭奪此地。伊斯蘭教興起後成為北非信奉伊斯蘭教的摩爾人侵略歐洲的踏腳石，一部摩爾人在伊比利亞半島南部（包括了直布羅陀半島），成立了若干小國並接受基督教和伊斯蘭教共存，在十一至十五世紀時西班牙王國和葡萄牙王國抗擊要統一信仰的北非穆斯林侵略時，和一部分混血和信奉伊斯蘭教但寬容基督教的歐洲摩爾人聯手，驅逐了侵略者。在地理大發現及西班牙帝國國勢強盛前後，西班牙对直布罗陀地区信奉伊斯蘭教的摩爾人采取驅逐或強逼改宗的政策，而很多人即使改宗後仍被逼遷到北非的摩洛哥。
公元1704年，英國在西班牙王位繼承戰爭期間攻佔直布羅陀，1713年《烏特勒支條約》中，西班牙波旁王朝為換取英國承認其合法性，正式將直布羅陀割讓予英國。自此，直布羅陀一直被英國統治，不少意大利人和英國人也開始遷入，部分摩爾人也回流充實了當地人口。雖然西班牙一直聲稱擁有直布羅陀主權，目前直布罗陀人大多否認西班牙對當地有宗主權。1960年代塞浦路斯和马耳他从英国独立后，直布罗陀成为英国在欧洲的最后一块殖民地，也是欧洲大陆仅存的一块殖民地。
在2006年修订的新《直布罗陀宪法》中想要改善直布罗陀和英国的关系。
2022年，直布罗陀被确认具有城市地位。这个地位是维多利亚女王于1842年授予的，然而因不明原因从官方名单中遗漏。2022年，直布罗陀竞标成为一个城市，作为英国女王伊丽莎白二世白金禧年庆祝活动的一部分。直到此时，研究人员翻阅英国国家档案馆资料，才发现180年前遗漏的史实，于是官方重申了其城市地位。英国首相鲍里斯·约翰逊将直布罗陀官宣成为一个城市描述为“巨大的荣誉”，以庆祝其“丰富的历史和活力”。

## 政治
英國在1713年《烏特勒支條約》中，自西班牙取得直布羅陀，並在1830年正式宣佈直布羅陀為其殖民地。
作為英國海外領地，英國國王查爾斯三世是形式上的政府虛位元首。英王委派總督代其在當地履行職務。英國負責直布羅陀的外交、治安維持和財政穩定，實行地方自治，國防則由直布羅陀英軍負責。
直布羅陀總督不直接參與直布羅陀的管理。主要職權為任命政府各主要官員和負責治安，也負責督導皇家直布羅陀警察。具體行政事務交由議會多數黨領袖擔任的直布羅陀首席部長帶領下之直布羅陀政府負責。
直布羅陀議會是一個為數17人的立法機構。總部位於約翰·麥金托什廣場。議會由選民直選產生。每位選民均有十票。由於直布羅陀面積狹小，議會沒有將直布羅陀劃分選區。所以，每一位議員都代表直布羅陀全體人民。

### 主權爭議
直布罗陀属联合国认可的非自治领土，西班牙一直聲稱擁有直布羅陀的主權，因此主權問題是當地重要的政治議題。但由於西班牙經濟不佳和政治長期不穩定，當地所有黨派都反對英國將直布羅陀的主權移交予西班牙，他們主張由直布羅陀居民作決定。
另外，於1954年，西班牙最高領導人佛朗哥限制向直布羅陀供水，以此試圖奪回直布羅陀主權。之後，佛朗哥政權不斷對直布羅陀施壓，其結果導致在1967年直布羅陀舉行史上首次公投上，支持主權移交西班牙只有44票，支持英國繼續享有主權則有12,138票。1975年佛朗哥去世後，新的民主政府重新開放邊界，加上英國和西班牙相繼加入歐盟，局勢大幅紓緩。
1997年後由工黨執政的英國政府被指通過秘密談判試圖將直布羅陀交還給西班牙以博取歐盟的好感，直布羅陀在2002年舉行了公民投票，對由英國與西班牙共同管治該地的提議作出表決，但最終該提議卻被比率高達98.97%的反對票否定。直布羅陀維持由英國統治。
在2020年1月31日英國脫歐之前，直布羅陀是歐盟的一部份，但不屬於申根區。因此英國和西班牙之間有邊界管制。當地居民則自2004年起，屬英國西南選區歐洲議會的選民。
2016年的英國去留歐盟公投，直布羅陀96%選民選擇留在歐盟，引發西班牙再次對其主權申索主張。西班牙外交大臣加西亞-馬加略（José Manuel García-Margallo）表示將尋求與英國共治直布羅陀，並最終全權管治直布羅陀。惟直布羅陀首席部長費邊·皮卡多（Fabian Picardo）隨即否定加西亞的説法，指先前的地方公投已反對共同管治，強調「不存在任何有關直布羅陀主權會談的空間，連會談的會談對話也不可能」，呼籲直布羅陀居民無須理會。
2020年1月31日，直布羅陀隨英國脫歐而進入過渡期。同年12月31日，英國廣播公司報道，英西兩國將同意讓直布羅陀加入申根區，以確保人口自由流動。

## 地理

直布罗陀地图

### 位置

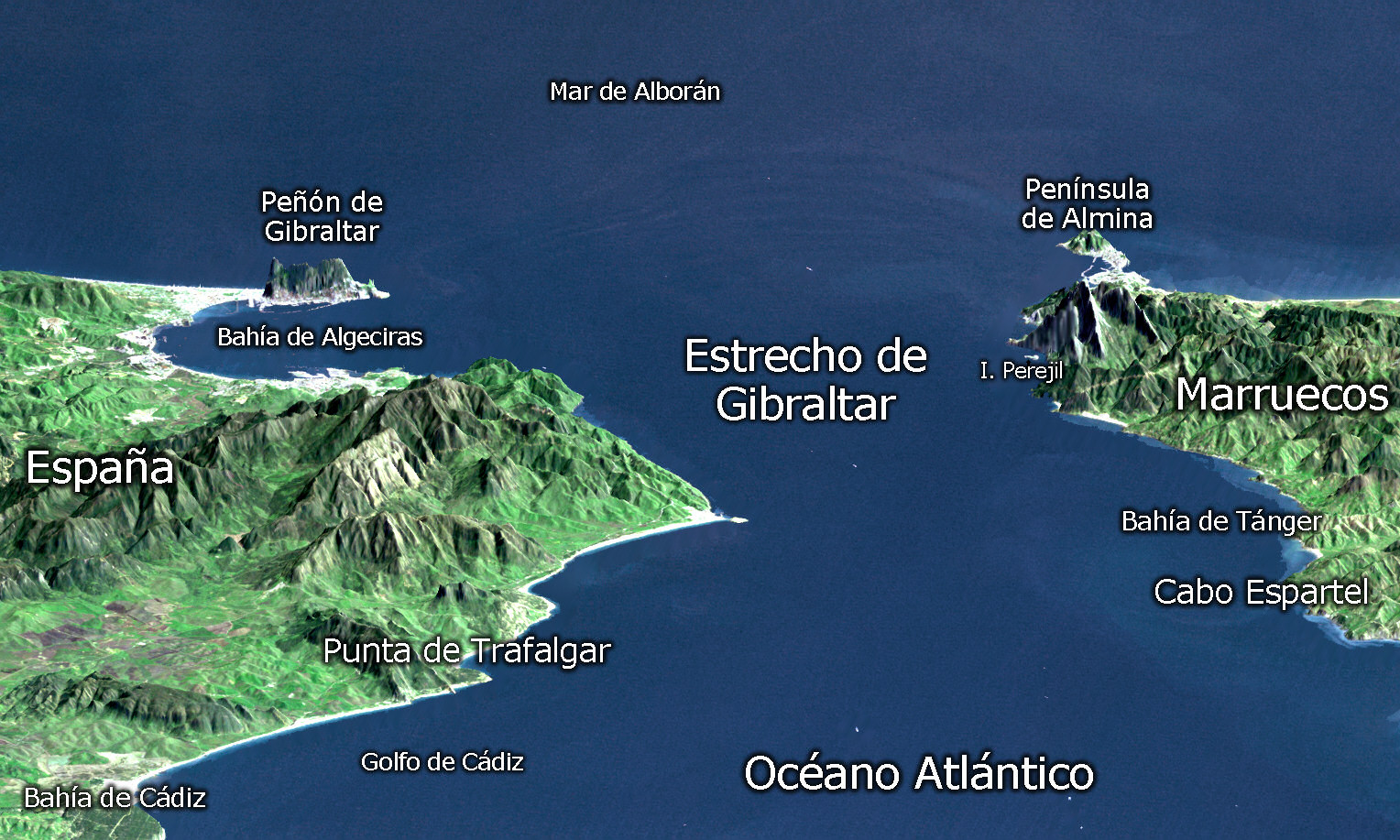
3D呈現直布羅陀海峽，兩岸分別是西班牙、英国的海外领土直布罗陀（左）；摩洛哥和西班牙非洲屬土休达（右）

直布罗陀是位於西班牙南面的地中海沿岸的一个半岛，面积只有6.8平方公里，海岸線長12公里，扼守地中海和大西洋之間的航海要道——直布羅陀海峽。

### 天然資源
除有限淡水資源，該處並沒有其他明顯的天然資源，因此當地一直依賴海水淡化，直至近期當地人才興建集水設施蓄水。

### 氣候
直布罗陀屬地中海氣候，夏天乾燥暖和，冬天濕潤有雨而不太冷。
| 直布罗陀（1991–2020正常值，1830年至今极端数据）       | 直布罗陀（1991–2020正常值，1830年至今极端数据） | 直布罗陀（1991–2020正常值，1830年至今极端数据） | 直布罗陀（1991–2020正常值，1830年至今极端数据） | 直布罗陀（1991–2020正常值，1830年至今极端数据） | 直布罗陀（1991–2020正常值，1830年至今极端数据） | 直布罗陀（1991–2020正常值，1830年至今极端数据） | 直布罗陀（1991–2020正常值，1830年至今极端数据） | 直布罗陀（1991–2020正常值，1830年至今极端数据） | 直布罗陀（1991–2020正常值，1830年至今极端数据） | 直布罗陀（1991–2020正常值，1830年至今极端数据） | 直布罗陀（1991–2020正常值，1830年至今极端数据） | 直布罗陀（1991–2020正常值，1830年至今极端数据） | 直布罗陀（1991–2020正常值，1830年至今极端数据） |
| 月份                                                  | 1月                                             | 2月                                             | 3月                                             | 4月                                             | 5月                                             | 6月                                             | 7月                                             | 8月                                             | 9月                                             | 10月                                            | 11月                                            | 12月                                            | 全年                                            |
| ----------------------------------------------------- | ----------------------------------------------- | ----------------------------------------------- | ----------------------------------------------- | ----------------------------------------------- | ----------------------------------------------- | ----------------------------------------------- | ----------------------------------------------- | ----------------------------------------------- | ----------------------------------------------- | ----------------------------------------------- | ----------------------------------------------- | ----------------------------------------------- | ----------------------------------------------- |
| 历史最高温 °C（°F）                                   | 24.0 (75.2)                                     | 24.1 (75.4)                                     | 30.3 (86.5)                                     | 32.0 (89.6)                                     | 33.2 (91.8)                                     | 38.0 (100.4)                                    | 40.6 (105.1)                                    | 40.2 (104.4)                                    | 34.5 (94.1)                                     | 33.7 (92.7)                                     | 29.6 (85.3)                                     | 25.0 (77.0)                                     | 40.6 (105.1)                                    |
| 平均最高温 °C（°F）                                   | 20.0 (68.0)                                     | 20.7 (69.3)                                     | 24.1 (75.4)                                     | 25.2 (77.4)                                     | 28.4 (83.1)                                     | 31.0 (87.8)                                     | 34.3 (93.7)                                     | 34.2 (93.6)                                     | 31.1 (88.0)                                     | 27.2 (81.0)                                     | 24.0 (75.2)                                     | 21.0 (69.8)                                     | 35.3 (95.5)                                     |
| 平均高温 °C（°F）                                     | 16.3 (61.3)                                     | 16.7 (62.1)                                     | 18.3 (64.9)                                     | 20.0 (68.0)                                     | 22.6 (72.7)                                     | 25.6 (78.1)                                     | 28.1 (82.6)                                     | 28.4 (83.1)                                     | 25.9 (78.6)                                     | 22.5 (72.5)                                     | 19.1 (66.4)                                     | 17.0 (62.6)                                     | 21.7 (71.1)                                     |
| 日均气温 °C（°F）                                     | 13.8 (56.8)                                     | 14.2 (57.6)                                     | 15.6 (60.1)                                     | 17.0 (62.6)                                     | 19.3 (66.7)                                     | 22.1 (71.8)                                     | 24.3 (75.7)                                     | 24.8 (76.6)                                     | 22.8 (73.0)                                     | 19.9 (67.8)                                     | 16.6 (61.9)                                     | 14.7 (58.5)                                     | 18.8 (65.8)                                     |
| 平均低温 °C（°F）                                     | 11.2 (52.2)                                     | 11.5 (52.7)                                     | 12.7 (54.9)                                     | 13.9 (57.0)                                     | 16.0 (60.8)                                     | 18.5 (65.3)                                     | 20.5 (68.9)                                     | 21.2 (70.2)                                     | 19.7 (67.5)                                     | 17.3 (63.1)                                     | 14.1 (57.4)                                     | 12.4 (54.3)                                     | 15.8 (60.4)                                     |
| 平均最低温 °C（°F）                                   | 6.1 (43.0)                                      | 7.4 (45.3)                                      | 8.4 (47.1)                                      | 10.3 (50.5)                                     | 12.6 (54.7)                                     | 16.0 (60.8)                                     | 18.0 (64.4)                                     | 18.4 (65.1)                                     | 16.5 (61.7)                                     | 13.5 (56.3)                                     | 9.5 (49.1)                                      | 7.3 (45.1)                                      | 4.9 (40.8)                                      |
| 历史最低温 °C（°F）                                   | 0.0 (32.0)                                      | 0.8 (33.4)                                      | 2.0 (35.6)                                      | 7.0 (44.6)                                      | 9.0 (48.2)                                      | 9.0 (48.2)                                      | 14.4 (57.9)                                     | 15.0 (59.0)                                     | 12.3 (54.1)                                     | 9.0 (48.2)                                      | 5.7 (42.3)                                      | 0.8 (33.4)                                      | 0.0 (32.0)                                      |
| 平均降水量 mm（）                                     | 97.5 (3.84)                                     | 93.6 (3.69)                                     | 83.4 (3.28)                                     | 68.8 (2.71)                                     | 26.9 (1.06)                                     | 8.5 (0.33)                                      | 0.7 (0.03)                                      | 1.1 (0.04)                                      | 25.6 (1.01)                                     | 84.9 (3.34)                                     | 99.1 (3.90)                                     | 150.7 (5.93)                                    | 740.6 (29.16)                                   |
| 平均降水天数（≥ 1 mm）                                | 7                                               | 7                                               | 6                                               | 7                                               | 4                                               | 1                                               | 0                                               | 0                                               | 2                                               | 6                                               | 8                                               | 9                                               | 58                                              |
| 月均日照時數                                          | 147                                             | 143                                             | 204                                             | 233                                             | 289                                             | 319                                             | 326                                             | 309                                             | 240                                             | 197                                             | 135                                             | 134                                             | 2,676                                           |
| 来源1：Meteo ClimatWeatherbase （页面存档备份，存于） |                                                 |                                                 |                                                 |                                                 |                                                 |                                                 |                                                 |                                                 |                                                 |                                                 |                                                 |                                                 |                                                 |
| 来源2：Deutscher Wetterdienst （页面存档备份，存于）  |                                                 |                                                 |                                                 |                                                 |                                                 |                                                 |                                                 |                                                 |                                                 |                                                 |                                                 |                                                 |                                                 |

### 地質
當地岩石以侏羅紀時期形成的石灰岩為主，並因侵蝕作用而在直布羅陀巨巖內形成了鐘乳洞（St. Machael Cave）。高而斜的巨岩限制了當地的土地發展，因而迫使當地不斷填海，以滿足土地需求，相關土地佔總面積一成。

### 生態
當地動植物與西班牙相似。但值得一提的是，直布羅陀是全歐洲唯一有野生猴子（巴巴利獼猴）生活和有直布羅陀屈曲花出現的地方，而這兩種生物主要分佈於北非。

## 居民

### 人口及語言
人口三萬餘，三分之二的人口為義大利人、馬爾他人和西班牙人的後裔、英國人約5,000人；摩洛哥人約3,000人；其餘少數人口為印度人、葡萄牙人、巴基斯坦人。整個半島分為東西兩部份，人口主要集中在西岸。直布羅陀的人口密度之高位居世界前列，每平方公里4,530人。
直布罗陀人是几百年来移居此地的许多欧洲移民的种族文化大拼盘。这些人是在1704年大多数西班牙人离开之后前往直布罗陀的经济移民的后裔。少数于1704年8月留在当地的少数西班牙人后来加上了随着黑森-达姆施塔特的格奥尔格的舰队一起来到直布罗陀的两百多加泰罗尼亚人。到了1753年热那亚人、馬爾他人和葡萄牙人成为了新增人口中的大多数。其他族群包括梅诺卡人（当梅诺卡岛在1802年归还西班牙时被迫离家来到此地）、撒丁岛人、西西里人和其他意大利人、法国人、德国人和英国人。来自西班牙的移民以及与周边西班牙城镇进行的跨境婚姻是直布罗陀历史上的一个固有特色，直到佛朗哥将军关闭了与直布罗陀的边境，直布羅陀人與西班牙親屬的聯繫因此中斷。1982年西班牙政府重新开放了陆地边界，但其他限制规定仍然保留不变。
官方語言為英語，但大部分民眾也會講西班牙語，意大利語和葡萄牙語人口亦有一定比例。另外，部份直布羅陀人也會使用Llanito，這是一種英語中夾雜西班牙語的語言，在對話中，部份的直布羅陀人通常會由英語開始，但隨著對話逐漸的深入，他們就會在英語中夾雜一些西班牙語。

### 宗教
| 直布羅陀宗教分佈 | 直布羅陀宗教分佈 | 直布羅陀宗教分佈 | 直布羅陀宗教分佈 | 直布羅陀宗教分佈 |
| ---------------- | ---------------- | ---------------- | ---------------- | ---------------- |
|                  |                  |                  |                  | %                |
| 羅馬天主教       | 羅馬天主教       |                  | 72.1%            | 72.1%            |
| 英格蘭教會       | 英格蘭教會       |                  | 7.7%             | 7.7%             |
| 無宗教           | 無宗教           |                  | 7.1%             | 7.1%             |
| 其他基督教派     | 其他基督教派     |                  | 3.8%             | 3.8%             |
| 穆斯林           | 穆斯林           |                  | 3.6%             | 3.6%             |
| 猶太教           | 猶太教           |                  | 2.4%             | 2.4%             |
| 印度教           | 印度教           |                  | 2.0%             | 2.0%             |
| 其他/未表態      | 其他/未表態      |                  | 1.3%             | 1.3%             |

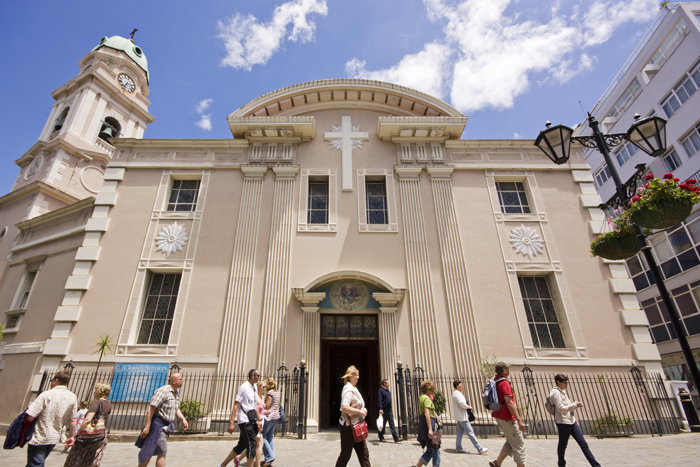
天主教聖母加冕主教座堂

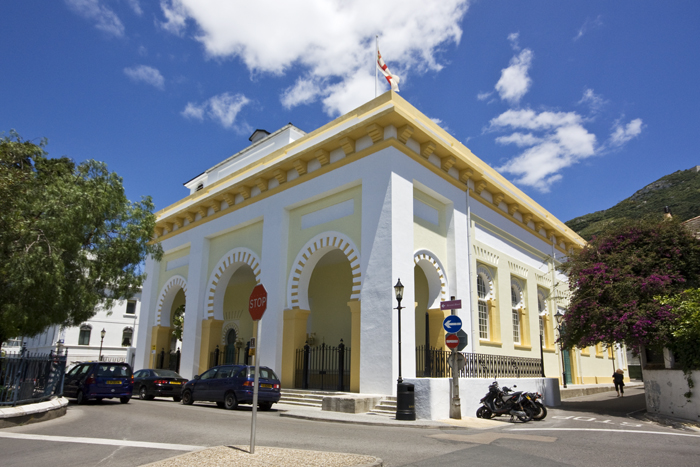
聖公會聖三一大教堂

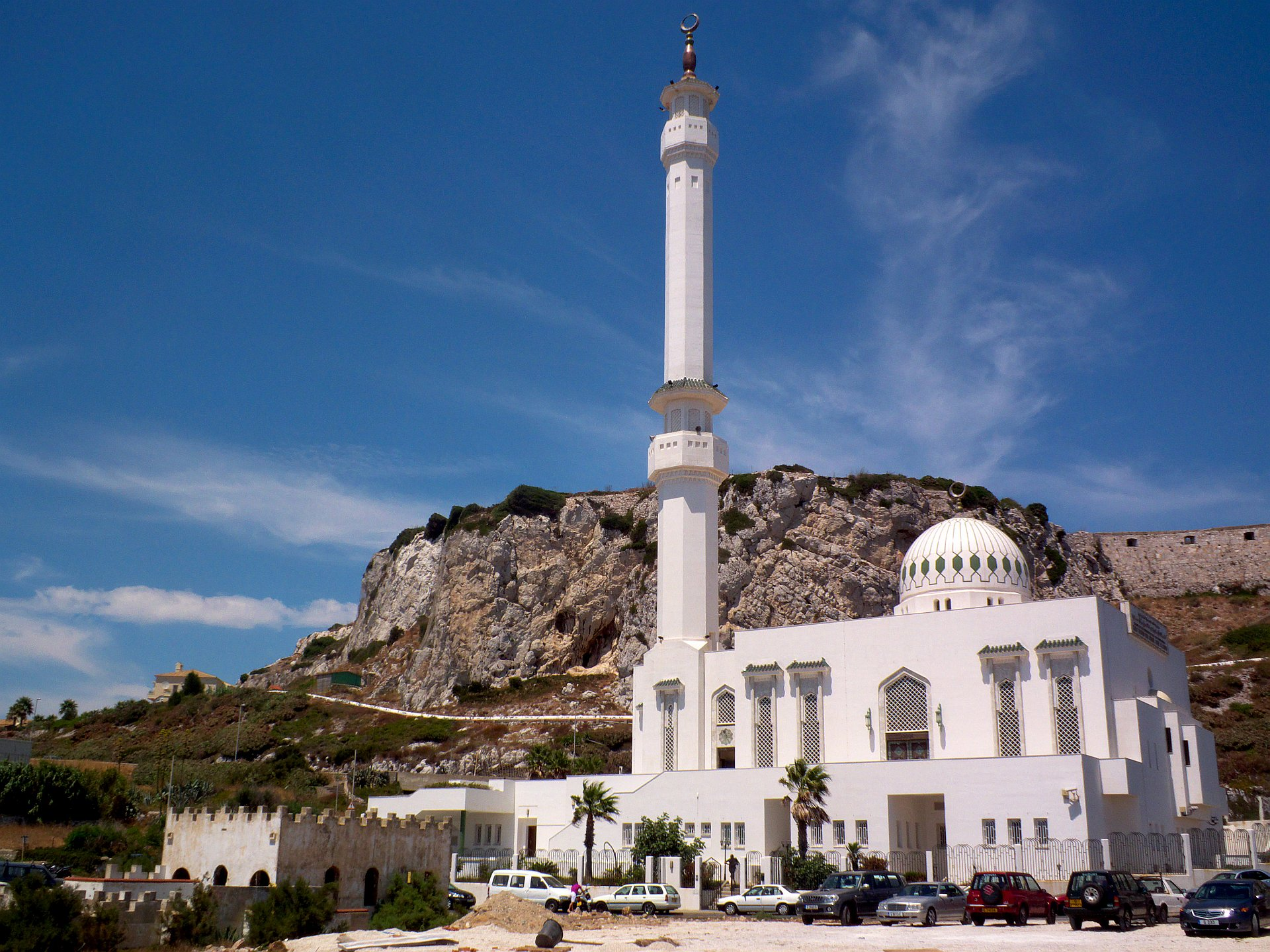
易卜拉欣-易卜拉欣清真寺

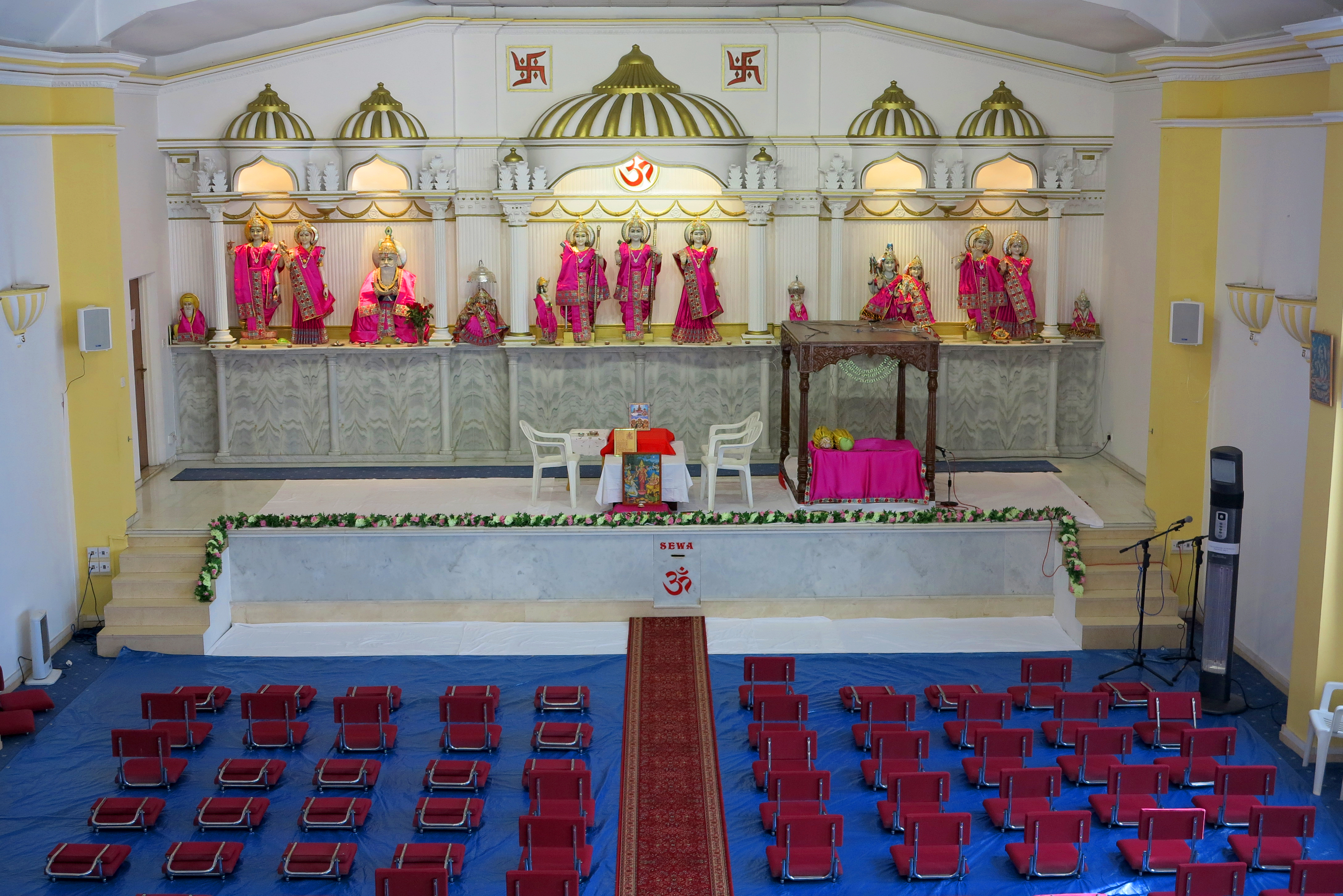
Gibraltar印度教寺廟

根據2012年的人口普查，大約72.1％的直布羅陀人是羅馬天主教信徒。始建於16世紀的聖母加冕主教座堂為天主教直布羅陀教區的主教座堂也是該地區最古老的天主教堂。其他基督教派包括英格蘭教會（7.7％）、衛理公會、蘇格蘭教會、普利茅斯弟兄會、五旬節運動、耶穌基督後期聖徒教會和耶和華見證人，聖三一教堂是聖公會歐洲教區的主教座堂。7.1％的人表示他們沒有宗教信仰。直布羅陀世俗人道主義協會也定期舉行會議。伊斯蘭教為直布羅陀第三大宗教（3.6％），其他宗教還有猶太教（2.4％）、印度教（2％）和巴哈伊教。

## 經濟

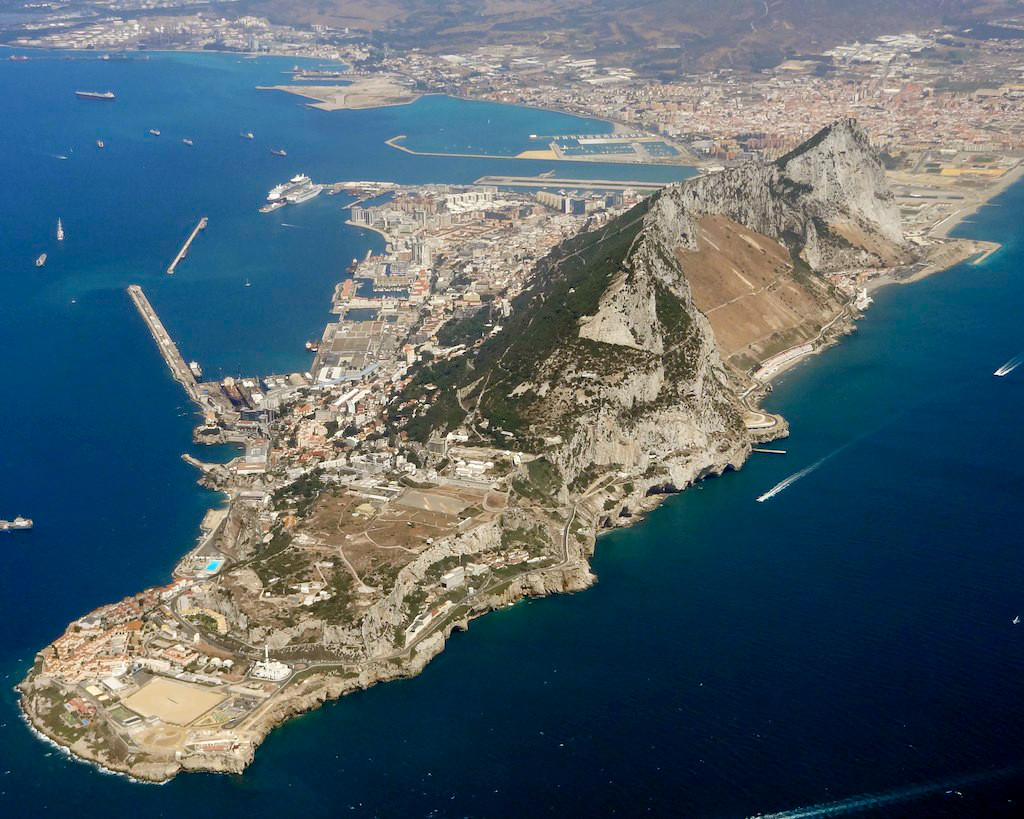
直布羅陀半島俯瞰

直布羅陀飛機場

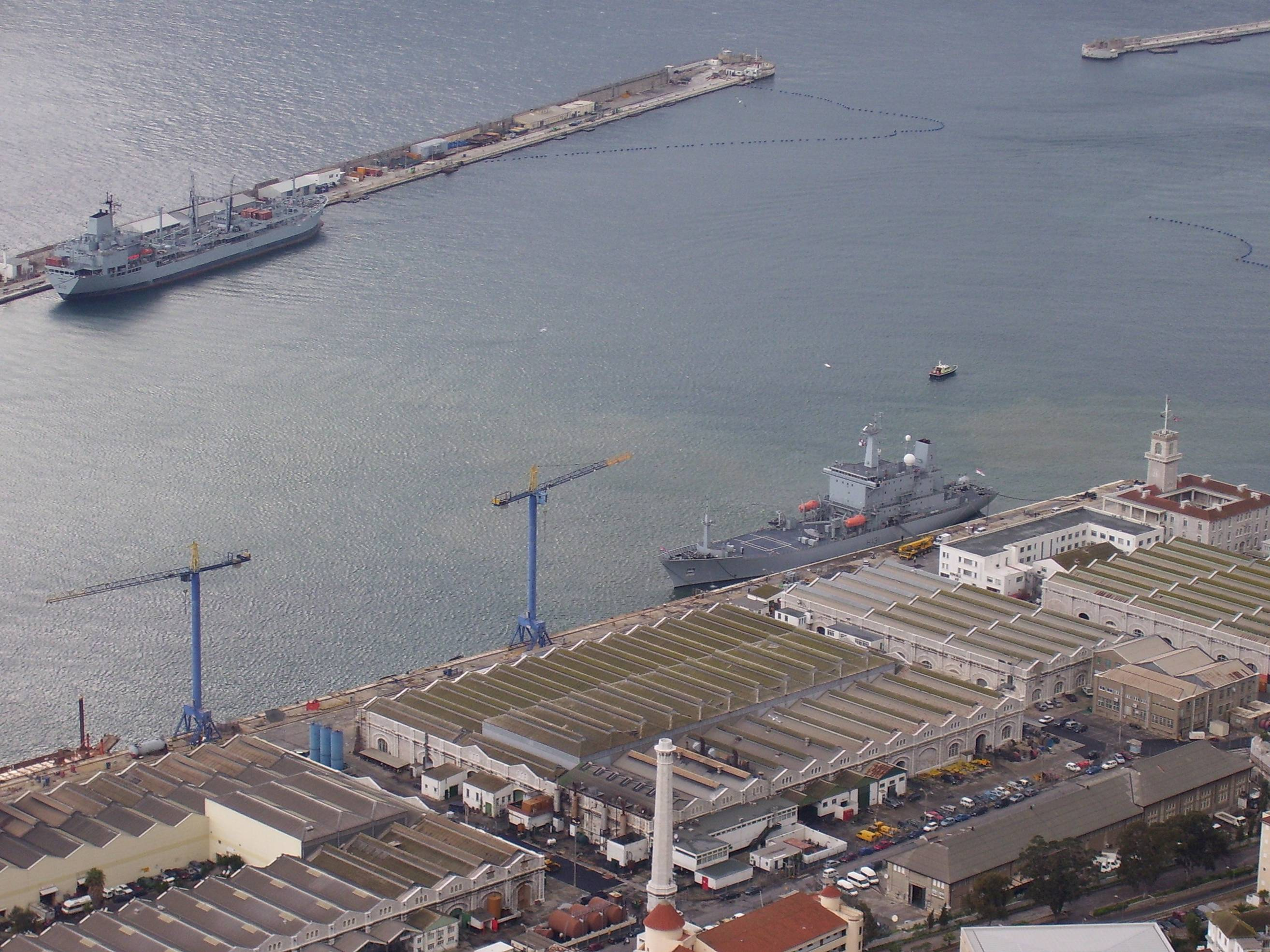
直布羅陀的英國皇家海軍海外基地

傳統上英軍主導直布羅陀的經濟，海軍船塢製造大量經濟活動。但過去20年，英軍對直布羅陀經濟的影響力急劇減少。1984年，英軍經濟活動仍佔當地生產總值超過60%，現在卻只佔7%。
直布羅陀的經濟以服務性產業為主，其中以金融和旅遊業為最重要，不少英國銀行和國際銀行在當地設有辦事處，直布羅陀已成為金融中心。由於當地不設利得稅等稅收，這也吸引不少博彩商和線上遊戲商前來直布羅陀設置據點。2006年，直布羅陀的本地生產總值為4億3000萬鎊，人均產值為15,700鎊。主要出口市場分別為法國（19.4%）、西班牙（14.1%）、土耳其（12.1%）、瑞士（11.7%）、德國（10.1%）、英國（9.1%）和希臘（6.8%）。进口主要來自西班牙（19.9%）、俄羅斯（18.4%）和英國（10.8%）。
2019年，在英國逐步脫歐的背景下，直布羅陀開始尋求新的經濟來源，直布羅陀經濟部長阿爾伯特·伊索拉於倫敦第十五屆世界華商大會發表，直布羅陀將成為連接世界第二大經濟體系中國與第五大經濟體系英國的捷徑，它的低稅率吸引保險，線上博弈及新穎的金融科技公司入境。這樣的環境下帶來數家直布羅陀投資公司的創立，其中最大的為離岸公司（Offshore Company）, 馮·普雷森（Prinz Von Preussen）, 雷格斯（Regus）等，近幾年，東方的建設公司也紛紛進駐市場進而提出直布羅陀相關城市發展計畫。

### 淡水供应
直布罗陀没有河湖。历史上靠积攒雨水维持，导致霍乱、黄热病反复暴发流行。目前，直布罗陀完全依靠海水淡化，同时还提供了一套用于卫生目的的海水供水管网。每年淡水使用约100万立方米，海水使用400万立方米。参见：直布罗陀水供应

### 貨幣
由於直布羅陀是英國的海外領土，享有較大的自主權，因此直布羅陀可以發行自己的護照、車牌及貨幣等。其中直布羅陀鎊與英镑等值，英鎊和歐元也同時流通於直布羅陀境內。但是直布羅陀內所有貨品以直布羅陀鎊或英鎊結算，若以歐元結算必須補足匯率差價。

## 對外交通

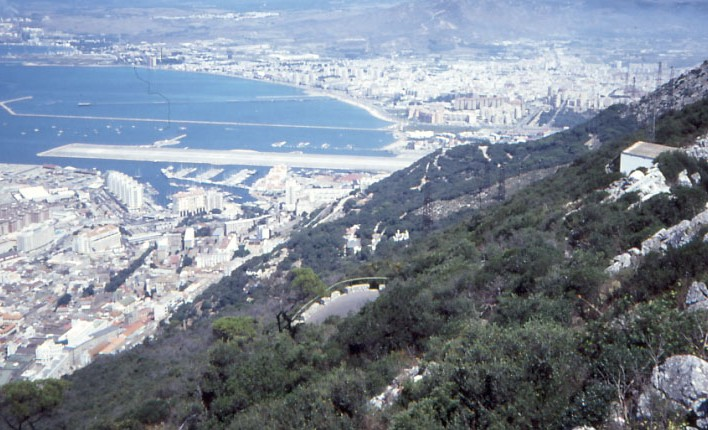
從直布羅陀巨岩頂端俯瞰海港

### 航空
每天有航班來往倫敦格域機場。
直布羅陀機場設於與西班牙的邊界旁，基於地理上的限制，其飛機跑道長度僅6,000英尺（1,800），只能供中小型飛機升降（如波音737、空中巴士A320等），直布羅陀唯一過境道路溫斯頓·邱吉爾大道須通過跑道路面，故每當有航班升降時，鐵路型的道口欄杆便落下封閉道路禁止車輛通行，讓飛機安全通過。故這是世界上唯一僅有的跑道平交道，饒富特色。這情況隨着2023年跑道東端下方的隧道通車後結束。

### 船運
有渡輪穿越直布羅陀海峽，往來北非摩洛哥丹吉爾，單程約80分鐘。

### 鐵道
直布羅陀沒有鐵道接駁，旅客一般須步行過境到西班牙的利尼亞乘搭地區巴士前往阿爾赫西拉斯市，再轉乘西班牙國鐵火車。

### 公路
直布羅陀為英國海外領土，早期道路通行方向為靠左行駛。1929年起為了方便往來，與西班牙道路系統整合，改為靠右行駛。
直布羅陀市內設有數條免費巴士線，並設有觀光性質的10號紅色雙層巴士（也有單層）線前往市中心，車資可用直布羅陀鎊（1.3直布羅陀鎊）、英鎊或歐元（2歐元）繳付；直布羅陀公民則可出示居民卡免費搭乘。
境內有長途巴士站，但班次不多，旅客一般會到西班牙利尼亞的長途巴士站轉搭巴士前往其他地方。

## 外部連結
- 直布羅陀政府（页面存档备份，存于）
- CIA Factbook （页面存档备份，存于）